# Mesochorus inaequidens
Mesochorus inaequidens là một loài tò vò trong họ Ichneumonidae.